# Guckkästchen

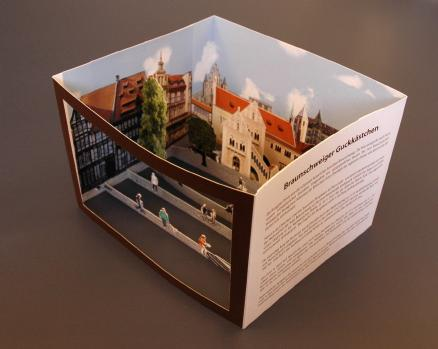
Guckkästchen mit Ansicht des Braunschweiger
Burgplatzes von schräg oben

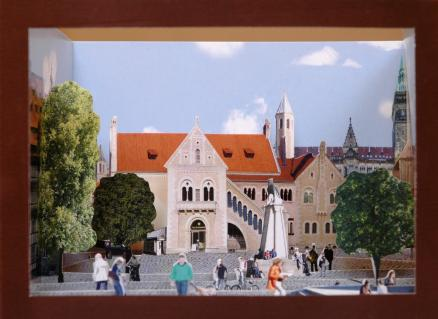
Guckkästchen mit Ansicht des Braunschweiger Burgplatzes von vorn

Ein Guckkästchen ist ein aus Papier gefertigtes, aufklappbares, kastenartiges Diorama zur dreidimensionalen Darstellung von meist Stadt- oder Landschaftsszenen. 
Das Guckkästchen ist in seiner Funktion ähnlich dem Guckkasten, gleicht durch Ausmaße und Material aber eher dem Papiertheater. Der Betrachter schaut von vorne in einen Rahmen, hinter dem in mehreren Ebenen unter Verwendung größenperspektivischer Verschiebung eine Szenerie statisch dargestellt ist. Die Besonderheit eines Guckkästchens liegt darin, dass es ähnlich einer Klappkarte auf- und zuklappbar ist. Heute wird es vor allem als Souvenir für bekannte Stadtansichten verwendet, zum Beispiel für den Braunschweiger Burgplatz. Häufigere Verwendung finden Guckkästchen allerdings für Ansichten aus dem süddeutschen Raum.

## Geschichte
Wahrscheinlich fand das Guckkästchen im späten 19. und frühen 20. Jahrhundert seine größte Verwendung. Dabei waren die kleinen Dioramen als vorwiegend colorierte Kupferstiche der wohlhabenden Bürgerschicht vorbehalten. Die Notwendigkeit bzw. das Vergnügen eines Guckkästchens wurden wohl durch technische Neuerungen und ausgefeiltere Möglichkeiten der Darstellung von Stadt- und Landansichten abgelöst und die Herstellung eingestellt. Erst in den 1980er-Jahren wurde das Guckkästchen vom Nürnberger Künstler Ernst Feist als Souvenir wiederentdeckt.

## Herstellung
Aufgrund der relativ geringen Nachfrage und dadurch ausbleibenden Massenproduktion werden Guckkästchen in Handarbeit gefertigt. Insbesondere das Einkleben der einzelnen Ebenen erfordert ein hohes Maß an Genauigkeit. Da die Ebenen an den Innenseiten als Streifen erscheinen, entscheidet neben der Handfertigkeit des Produzenten auch die Bildvorlage über die gelungene Wirkung. Mehrere Entwürfe sind nötig, um eine endgültige Auswahl zu treffen, nicht zuletzt, um der Perspektive und den passenden Licht-/Schattenverhältnissen gerecht zu werden. Allerdings lässt die moderne Bildbearbeitung hier einige Möglichkeiten der Gestaltung zu.